# جوآن (آلبوم)
جوآن (به انگلیسی: Joanne) پنجمین آلبوم استودیویی از خواننده و ترانه‌نویس آمریکایی لیدی گاگا است که در ۲۱ اکتبر ۲۰۱۶ توسط اینتراسکوپ رکوردز منتشر شد. این آلبوم با همکاری چند موسیقی‌دان از جمله مارک رانسون، تهیه‌کننده و آهنگ‌ساز بریتانیایی ساخته‌شده‌است. خواننده انگلیسی، فلورنس ولچ به عنوان هنرمند مهمان در ترانه «هی دختر» حضور دارد. «توهم کامل» به‌عنوان اولین تک‌آهنگ آلبوم در ۹ سپتامبر ۲۰۱۶ منتشر شد، و رتبه اول را در فرانسه و اسپانیا کسب کرد. تک‌آهنگ دوم «یک میلیون دلیل» در ۸ نوامبر منتشر شد. تور کنسرت جهانی جوآن به پشتیبانی از آلبوم در ۱ اوت ۲۰۱۷ آغاز شد و در ۱ فوریه ۲۰۱۸ پایان یافت.
آلبوم جوآن در شصتمین مراسم جایزه گرمی نامزد دریافت جایزه گرمی برای بهترین آلبوم آواز پاپ شده بود.
جوآن نام عمه لیدی گاگا است که در ۱۹ سالگی بر اثر بیماری لوپوس درگذشته است. لیدی گاگا دربارهٔ آلبوم جوآن می‌گوید: «می‌خواستم این آلبوم و موسیقی آن با کسانی حرف بزند که فکر می‌کنند هیچ‌وقت با کسی مانند من ارتباط برقرار نمی‌کنند. آن چیزی که در زندگی بیش از همه کمبود آن را حس می‌کنم، ارتباط انسانی است. آلبوم دربارهٔ جوآن و زندگی او، اهمیت او برای خانواده من و نیروی موسیقی برای ادامه دادن راه است.»
«جوآن» تلفیقی از سبک‌های مختلف موسیقی از کانتری و فانک تا پاپ، راک و موزیک رقصی است.